# Roger Basset
André Roger Basset (* 3. Mai 1881 in Lyon; † 18. September 1918 in Glennes) war ein französischer Rugbyspieler und Leichtathlet.
Er spielte bei Racing Club de France aus Paris.
Mit fünf Teamkollegen des Vereins trat er außerdem im Jahr 1900 bei den Olympischen Spielen im Tauziehen an. Dort unterlagen sie dem schwedisch-norwegischen Team, gewannen aber trotzdem eine Silbermedaille, da es nur diese beiden Mannschaften gab.
Ebenfalls im Jahr 1900 trat er beim vom IOC nicht anerkannten Kugelstoßen mit Handicap an und holte den 2. Platz, für den es allerdings keine offiziellen Medaillen gab.